# Ali Mahmoud
Ali Tawfiq Mahmoud (in arabo علي توفيق محمود‎?; Ottawa, 28 maggio 1983) è un cestista canadese naturalizzato libanese.

## Carriera
Con il Libano ha disputato due edizioni dei Campionati mondiali (2006, 2010) e tre dei Campionati asiatici (2005, 2007, 2009).